# Kiss Me Kate (film)
Kiss Me Kate är en amerikansk musikalfilm från 1953 i regi av George Sidney. Filmen är baserad på Broadway-musikalen med samma titel. Med inspiration från William Shakespeares Så tuktas en argbigga handlar filmen om skådespelarna Fred Graham och Lilli Vanessi som tidigare varit gifta och som nu spelar mot varandra i en Broadway-version av pjäsen. 

## Rollista
- Kathryn Grayson – Lilli Vanessi / "Katherina (Kate)"
- Howard Keel – Fred Graham / "Petruchio"
- Ann Miller – Lois Lane / "Bianca"
- Keenan Wynn – Lippy
- Bobby Van – "Gremio"
- Tommy Rall – Bill Calhoun / "Lucentio"
- James Whitmore – Slug
- Kurt Kasznar – "Baptista"
- Bob Fosse – "Hortensio"
- Ron Randell – Cole Porter
- Willard Parker – Tex Calloway